# Fiona Burnett
Fiona Burnett (Sydney, 1971) is een Australische jazzsaxofoniste en componiste.

## Biografie
Burnett kreeg als kind klassieke pianoles. Op 13-jarige leeftijd wisselde ze naar de saxofoon. Ze begon spoedig jazz te spelen en had in 1985 haar eerste publieke optreden. In 1992 verhuisde ze naar Melbourne om daar tot 1997 klassieke muziek te studeren aan het Victorian College of the Arts bij Graeme Shilton en Mary Finsterer. Ze voltooide haar master cum laude. Verdere studies volgden bij David Liebman, George Coleman en Joe Lovano. 
In 1992 formeerde Burnett de band Morgana met de zangeres Lisa Young, de pianiste Sue Johnson, de bassiste Annette Jenko-Yates en de drumster Sonja Horbelt, die optrad tijdens talrijke festivals in Australië. De beide albums Talk Walk Whisper en Have You Heard the News Today? werden bij ARIA genomineerd als beste jazzalbum. Daarnaast trad Burnett op met het Britse Grand Union Orchestra. In 1997 formeerde ze haar kwartet, wiens albums door de critici ook internationaal werden gewaardeerd. Met haar trio en het Silo String Quartet voerde ze in 1999 haar Suite Soaring at Dawn op tijdens het Melbourne Women's Jazz Festival. Verdere opvoeringen volgden in de komende jaren (album 2003). Ook componeerde ze voor klassieke kamerorkesten.
In 2000 toerde ze met de band van Carola Grey in Duitsland. Verder is ze te horen op albums van Endorphin en Andy Page.

## Discografie
- 1999: Venus Rising (New Market)
- 2001: Soaring at Dawn (ABC Records)
- 2002: 3 Voices (New Market)
- 2006: Imagine (Universal Records)
- 2008: Sound Inspirations (ABC Records)

- Library of Congress Control Number: nb98053099
- MusicBrainz: 0c81f307-0a0d-41fa-932c-c55ec750f9d3
- Nationale Bibliotheek van Israël: 987007322158105171
- Virtual International Authority File: 3310147373411041580006
- WorldCat: E39PBJdmkdtY3BfVdmVt9Yh4MP